# Il cammino dell'arco
Il cammino dell'arco (O caminho do arco) è una storia breve di formazione di Paulo Coelho del 2011. In Italia è uscito il 25 settembre 2017, arricchito dalle illustrazioni di Christoph Niemann. In Germania è stato pubblicato da Diogenes nel 2017 (Der Weg des Bogens); la versione in inglese (The Way of the Bow) è del 2018. 

## Trama
Tetsuya è il miglior arciere del paese, ma si è ritirato a vivere come un umile falegname in una valle remota. Un giorno, un altro arciere venuto da lontano lo rintraccia e si presenta a lui per confrontarsi col migliore di tutti. Tetsuya raccoglie la sfida, in cui dimostra allo straniero che non basta l'abilità tecnica per avere successo, con l'arco e nella vita. 
Un giovane del villaggio ha assistito al confronto, e implora Tetsuya di insegnargli il cammino dell'arco di cui ha tanto sentito parlare. Il maestro cede all'entusiasmo del giovane e decide di rivelargli i suoi segreti, che non faranno di lui soltanto un bravo arciere, ma soprattutto un grande uomo. Il ragazzo, attraverso una serie di consigli ed esempi, impara così a scegliere con cura gli alleati, a concentrarsi sul giusto obiettivo, a lavorare su di sé con costanza per migliorarsi, trovando la serenità anche nei momenti burrascosi.

### Edizioni
- Paulo Coelho, Il cammino dell’arco, La nave di Teseo, 2017